# Bagno a Ripoli
Bagno a Ripoli (pronuncia: /ˈbaɲɲo a ˈripoli/) è un comune italiano di 24 925 abitanti della città metropolitana di Firenze in Toscana.

## Geografia fisica

### Il territorio

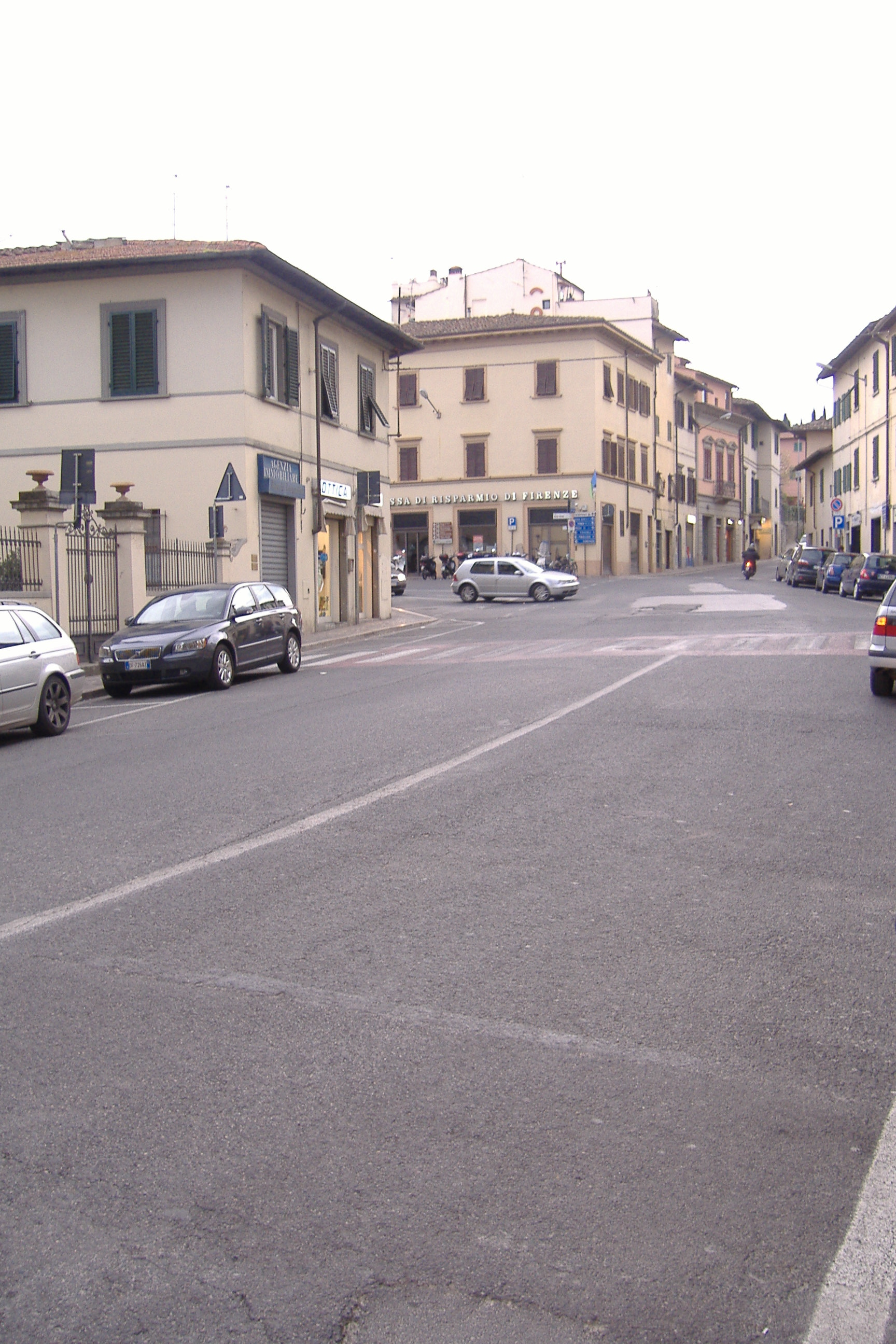
Il centro di Bagno a Ripoli

Bagno a Ripoli copre una superficie di circa 74 km² e si estende a est di Firenze su terreni pianeggianti per circa un terzo della sua superficie e per la restante parte su terreni collinari. Occupa da una parte la zona del Valdarno Superiore mentre dall'altra una parte del Chianti. Se si esclude l'Arno e lo spartiacque Valdarno Superiore-conca fiorentina, i suoi confini non coincidono con elementi fisici quali corsi d'acqua, strade, valichi. L'ultima modifica ai confini del territorio ripolese risale al 1928.
Col crescere di dimensioni del capoluogo, l'abitato di Bagno a Ripoli si trova oggi sul confine della città di Firenze, con i due centri abitati che si uniscono senza un confine evidente.

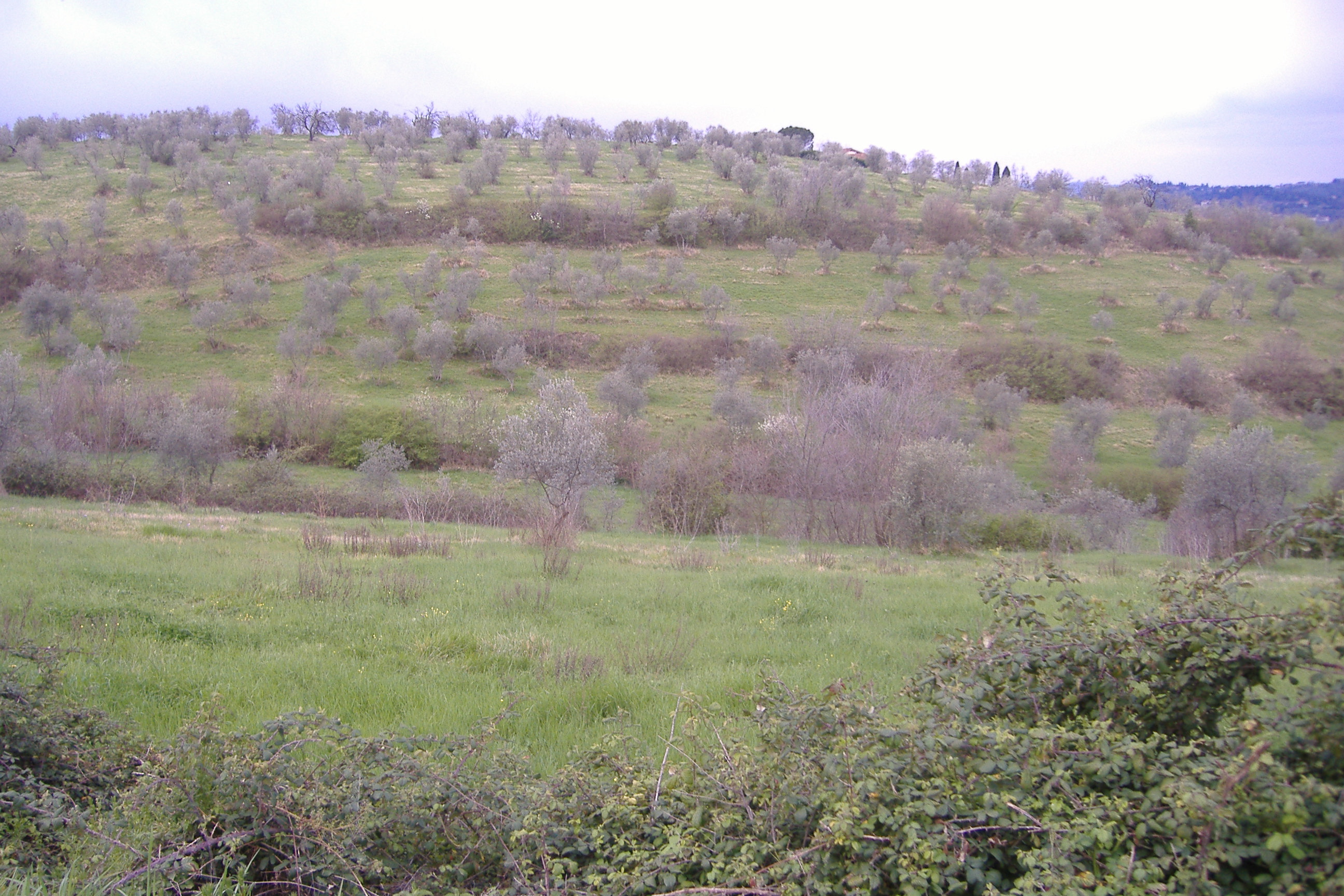
Panorama di ulivi a Bagno a Ripoli

Una parte del paesaggio, che ha più risentito del progressivo abbandono della lavorazione contadina, è stato riconquistato dalla natura acquisendo la fisionomia di prati adibiti a pascolo e a boscaglia. Dove la natura non ha fatto il suo corso è facile imbattersi in oliveti, vigneti, alberi da frutta e coltivazioni adibite a ortaggi.
Nel territorio comunale sono presenti boschi estesi per circa 15 km², il più importante dei quali è quello di Fonte Santa che, con esemplari di querce e castagni, è un bell'esempio di flora tipica.
I fiumi presenti nel territorio sono il torrente Ema, con i suoi torrenti affluenti (Grassina, Isone che passa per Antella, Rimezzano, Ritortoli) e l'Arno, alimentato da alcuni affluenti minori quali il Rimaggio e il Fosso di Borgo.
- Classificazione sismica: zona 2 (sismicità medio-alta), Ordinanza PCM 3274 del 20/03/2003

### Clima
- Classificazione climatica: zona D, 1854 GG
- Diffusività atmosferica: bassa, Ibimet CNR 2002

## Storia

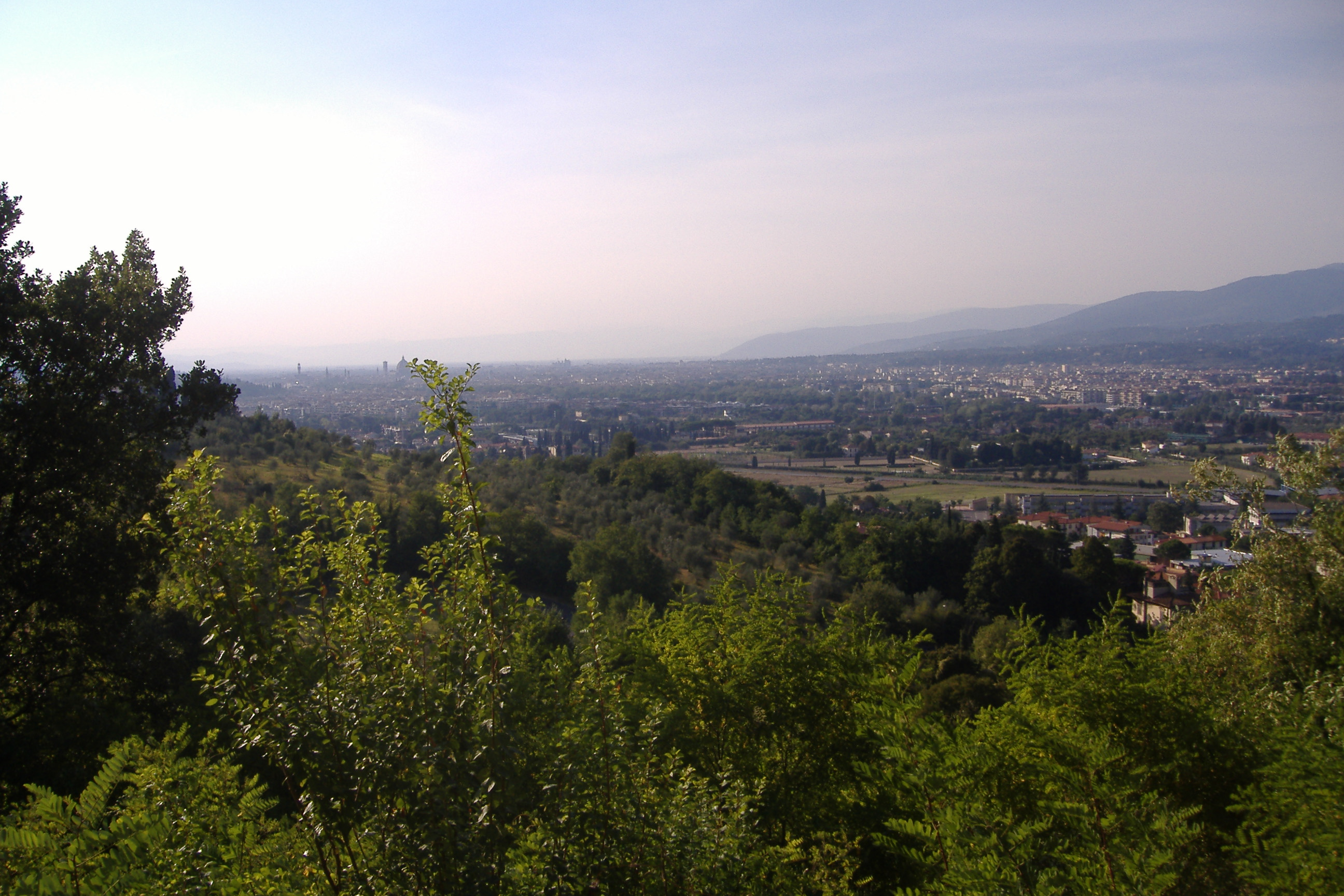
Panorama dalla collina di Baroncelli

Sorto probabilmente come villaggio etrusco con il nome di Marm, si trasformò intorno al III secolo in luogo di commerci. A Bagno a Ripoli sono state recentemente ritrovate le vestigia di ville romane e terme. Successivamente chiamato Quarto (la distanza in miglia da Firenze) il luogo prese poi il nome odierno di "Bagno", che ricorda altre famose località termali romane come Aix-les-Bains in Francia o Baden Baden in Germania.
Il toponimo Ripulae ricorda invece le opere di difesa idraulica erette per difendersi dagli esondamenti dell'Arno, cioè le piccole rive da riparo. Nel XIII secolo fu sede della Lega di Ripoli, una delle 72 federazioni di comunità in cui era diviso il contado fiorentino.
La Lega di Ripoli era formata da più plebati, in particolare oltre all'intero plebato di Santa Maria dell'Antella che quello di San Donnino a Villamagna, comprendeva la quasi totalità di quelli di San Pietro a Ripoli e una parte di San Giovanni di Remole; si estendeva oltre l'Arno e fino a San Donato in Collina. Il territorio, da sempre vocato all'agricoltura, estendendosi anche sulla riva destra dell'Arno, fu considerato un modello di gestione agraria. Il Repetti, nel suo "Dizionario Geografico-Fisico-Storico della Toscana" (1833) lo definirà "...il giardino di Firenze.. più delizioso, il più ricco di frutti, il più popolato di ville...".
Nel 1774 fu la volta di una prima riduzione della superficie territoriale, seguì poi, il secolo successivo, lo scorporo della parte opposta all'Arno, per finire con la formazione di Firenze e le modifiche del '900 che conferirono al comune gli attuali confini.
Negli anni della Seconda guerra mondiale, il campo di internamento di Bagno a Ripoli, presso la Villa La Selva, operò dapprima, tra il giugno 1940 e il settembre 1943, come uno dei campi per l'internamento civile nell'Italia fascista, istituiti allo scopo di raccogliere "ebrei stranieri o antifascisti e sudditi di paesi nemici". La struttura fu quindi riconvertita, sotto occupazione tedesca, dal dicembre 1943 al luglio 1944, come uno dei campi di concentramento della Repubblica Sociale Italiana per la Provincia di Firenze, per gli ebrei in attesa di deportazione.

### Simboli
La prima testimonianza relativa all'insegna della Lega di Bagno a Ripoli, che comprendeva un territorio più vasto dell'attuale comune, risale al XIV-XV secolo e si presenta con uno "scudo a mandorla" in cui è presente un «leone di… impugnate con le branche anteriori un giglio di… fogliato al naturale e appoggiante la zampa destra posteriore su una balestra armata di…, sinistrato dalle chiavi pontificie decussate».
Lo stemma attualmente in uso, concesso con decreto del presidente della Repubblica del 18 marzo 1985, differisce in alcuni particolari dalla versione più antica:
Il gonfalone, concesso con lo stesso decreto, ha la seguente descrizione:

## Monumenti e luoghi d'interesse

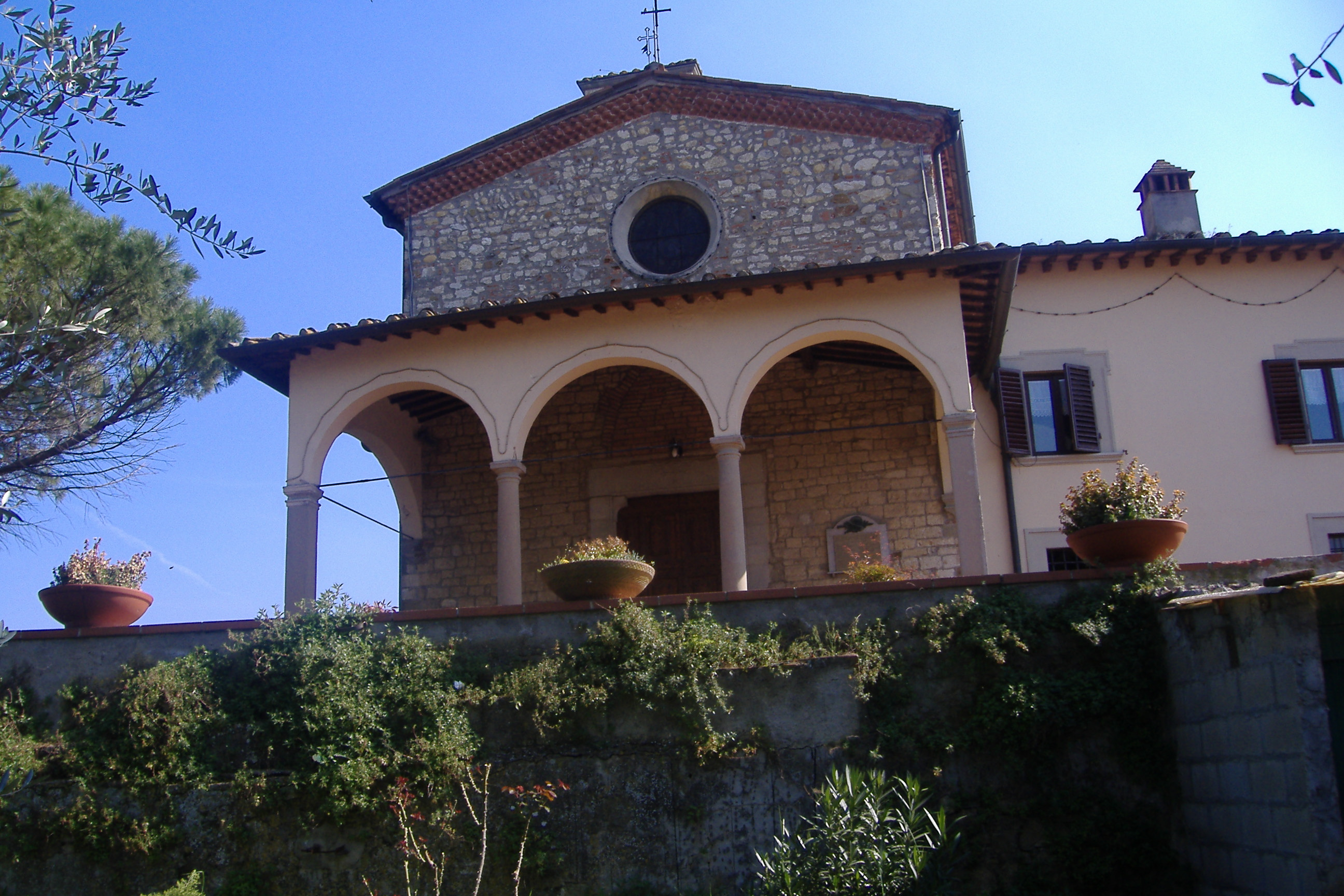
Chiesa di Santa Maria a Quarto

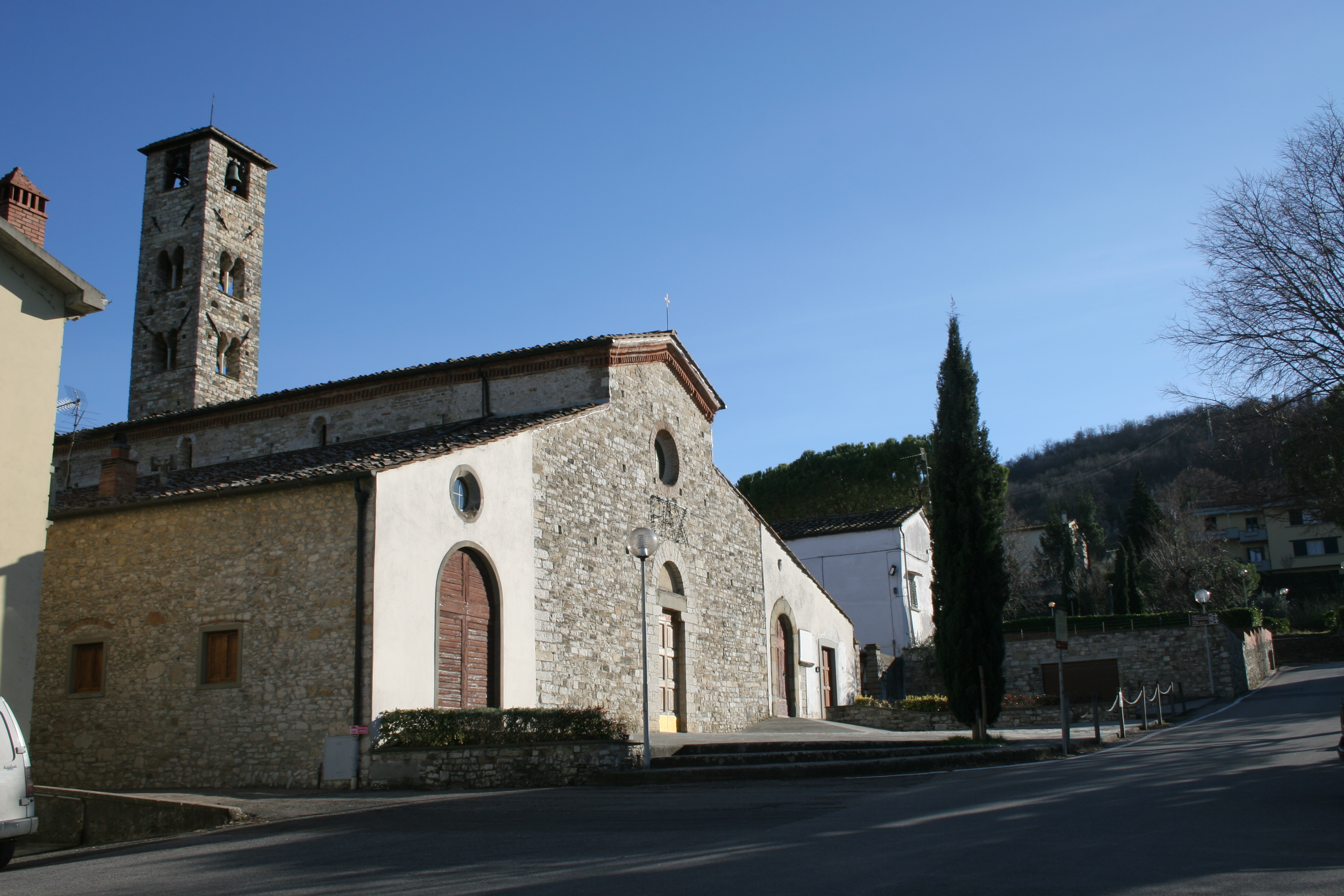
Pieve di San Donnino a Villamagna

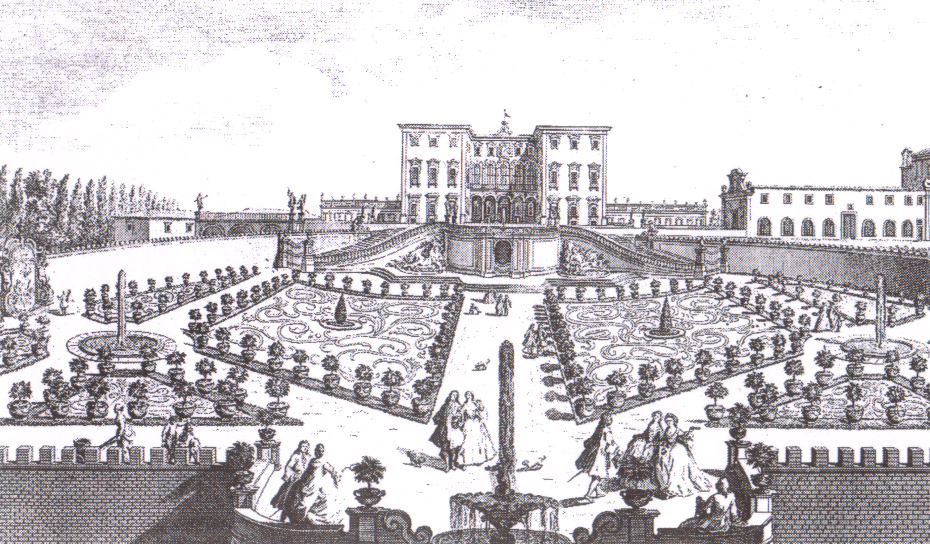
Villa Lappeggi, stampa antica

### Architetture religiose
- Chiesa della Pentecoste
- Chiesa dei Santi Quirico e Giulitta a Ruballa
- Chiesa di Santa Maria a Quarto (Quarto di Rimaggio) nel centro di Bagno a Ripoli
- Chiesa di Santo Stefano (Paterno)
- Chiesa di San Tommaso (Baroncelli)
- Chiesa di San Lorenzo a Vicchio di Rimaggio
- Chiesa di Sant'Andrea a Candeli
- Chiesa di San Martino a Strada o ai Cipressi
- Chiesa di San Michele Arcangelo a Grassina
- Chiesa di San Francesco all'Incontro
- Chiesa di San Giorgio a Ruballa
- Chiesa di San Giusto a Ema
- Chiesa di San Piero a Ema
- Pieve di San Donnino a Villamagna
- Chiesa di San Romolo a Villamagna, in cui è una tavola con la Madonna col Bambino attribuita a Carlo Portelli[17]
- Pieve di Santa Maria (Antella)
- Pieve di San Pietro
- Oratorio della Santa Croce a Varliano
- Oratorio del Beato Gherardo
- Oratorio del Crocifisso del Lume al Pratello
- Oratorio della Santissima Annunziata
- Oratorio di San Donato a Campignalla
- Oratorio di Santa Caterina delle Ruote a Rimezzano
- Chiesa di Santa Maria a Rignalla
- Chiesa di San Bartolomeo a Quarate
- Cappella del Crocifisso presso Baroncelli: presenta all'interno un affresco con la Crocifissione di Biagio d'Antonio.
- Tabernacolo del Podestà
- Tabernacolo di Rimaggino

### Architetture civili

#### Case del popolo
- Casa del popolo di Balatro
- Casa del popolo di Grassina[18]
- Casa del popolo SMS di Bagno a Ripoli
- Circolo Ricreativo Culturale Antella
- Casa del popolo di Osteria Nuova
- Casa del popolo SMS Gustavo Modena La Fonte

#### Palazzi
- Palazzo Pretorio

#### Ville
- Castel Ruggero in via Castel Ruggero 33
- Villa I Cedri in via della Villa I Cedri
- Villa Medicea di Lappeggi in località Lappeggi
- Villa Medicea di Lilliano, poi Malenchini in via Lilliano e Meoli (Antella)
- Villa di Mondeggi in località Mondeggi
- Villa di Montacuto o Montaguto o Montauto in località Montacuto
- Villa Il Palagio in via di Montauto
- Villa Il Poggio in via di Belforte
- Villa Il Riposo in via delle Fonti
- Villa La Massa in località Candeli
- Villa La Tana in località Candeli
- Villa di Tizzano in via Castel Ruggero 75
- Villa La Torre in località Antella
- Villa dell'Ugolino in località Ugolino
- Villa Pedriali, di proprietà della Provincia di Forlì (per eredità da parte di Giuseppe Pedriali)

#### Teatri
- Circolo Ricreativo Culturale di Antella
- Nuovo Teatro Comunale
- Teatro SMS di Grassina
- Teatro SMS Gustavo Modena La Fonte

#### Altro
- La fonte della Fata Morgana è una fonte circondata da un parco. Deve il nome alla statua della Fata Morgana, oggi non più presente, scolpita dal Giambologna.[19]
- Le gualchiere di Remole si trovano presso Le Sieci, affacciate sull'Arno. Si ritiene che siano della metà del Trecento (dopo l'alluvione del 1333); i primi documenti sul sito risalgono invece al 1425. Rappresentano uno dei rari esempi di opificio industriale italiano appartenente al tardo medioevo. La proprietà del complesso è passata attraverso gli Albizzi, i Rucellai e i Valori, poi fu proprietà dell'Arte della Lana (1541-1728) che, a seguito della cessazione dell'attività laniera, passò la proprietà a Santa Maria del Fiore. Durante l'epoca napoleonica fu poi della Camera di Commercio di Firenze e successivamente del Comune di Firenze che ne è attualmente (2009) il proprietario.[20]
- L'antico spedale del Bigallo fu fondato nel XIII secolo. Nato per aiutare i poveri e rifocillare i pellegrini, al suo interno è ancora presente il refettorio con il suo soffitto a cassettoni, la cucina monumentale e l'acquaio in pietra. È inoltre ancora parzialmente visibile il complesso sistema di canalizzazione che garantiva l'approvvigionamento idrico con l'acqua prelevata sia da una vicina fonte sia da acque piovane convogliate in appositi depositi. Col tempo la struttura ha cambiato destinazione divenendo prima monastero e successivamente struttura turistica.[21]

### Architetture militari
- Castello di Rignalla in località Candeli. Di origine longobarda, passò alla nobile famiglia fiorentina degli Spinelli nel '400. Venne utilizzato come villa e riserva di caccia.
- Castello di Belforte in località Villamagna.
- Castello di Montauto in località Villamagna.
- Castello di Quarate,[22] in località Quarate. Come si evince da un documento del 1098, la proprietà era dei Quaratesi che dettero il nome al complesso che conteneva, a suo tempo, il castello e il borgo annesso. Successivamente, attorno al '400, fu adibito a spedale per la transumanza che, in quel periodo, avveniva lungo la Maremma. Attualmente del castello rimane poco più che una torre, sulla quale, curiosamente, è cresciuto un ulivo. Del complesso fanno parte il palazzo, che risale al '200, e una cappella, dedicata a San Michele Arcangelo. La proprietà attualmente è privata.

### Siti archeologici
Durante gli anni settanta e ottanta, nel centro di Bagno a Ripoli, sono stati condotti alcuni scavi che hanno portato a ritrovamenti archeologici che testimoniano come il luogo fosse abitato fin dai tempi degli etruschi attorno al 200/300 a.C. Sono stati ritrovati resti di una villa romana, di edifici più piccoli e frammenti di ceramica e monete varie. Negli scavi sono state rinvenute due sorgenti che dovevano, un tempo, alimentare un piccolo laghetto che permise i primi insediamenti umani.
L'ipotesi è che vi fosse in epoca romana una villa, con un insediamento indotto, che svolgeva un'attività assimilabile a un'odierna azienda agricola. Nella villa erano presenti due corti, una adibita a macerazione e l'altra all'abbeveraggio degli animali. Attorno a quest'ultima sorgevano le abitazioni dei lavoratori, la cucina, le stalle, i servizi igienici, la cantina, il pollaio, i granai, gli essiccatoi, l'aia e alcuni vani per riporre gli strumenti di lavoro. Per quello che è stato possibile ricostruire la villa aveva una disposizione di stanze regolare con al centro un compluvium, presumibilmente era presente anche un giardino sul retro.
Un'altra costruzione è stata ritrovata nei pressi dell'ingresso della villa ma databile in un periodo successivo.

### Aree naturali
- Bosco di Fonte Santa: il Bosco di Fonte Santa è situato a sud-est di Firenze. Il bosco si colloca all'interno di una più vasta area che si estende da Poggio al Mandorlo a Poggio di Firenze sul crinale che segna il confine tra Firenze e Arezzo nella zona del Valdarno.
- Bosco del Parco di Mondeggi: situato nei pressi della Villa di Mondeggi, il Bosco è caratterizzato dalla presenza di sentieristica segnalata, di pannelli didattici su flora e fauna locali e di aree attrezzate per il picnic.

## Società

### Evoluzione demografica
Abitanti censiti

### Etnie e minoranze straniere
Secondo i dati ISTAT al 31 dicembre 2015 la popolazione straniera residente era di 1.801 persone.
Le nazionalità maggiormente rappresentate in base alla loro percentuale sul totale della popolazione residente erano:
- Romania 307 1,2%

## Cultura

### Istruzione

#### Biblioteche
La biblioteca comunale è stata aperta nei primi anni settanta in locali posti nella frazione di Bagno a Ripoli in Via della nave, 12 ad angolo con via Roma. Nel 1990 è stata trasferita in un edificio appositamente costruito nella frazione di Ponte a Niccheri. Primo direttore è stato Francesco Gravina; nel 1977, a seguito di un concorso, direttrice è divenuta Susanna Giaccai che ha mantenuto la direzione fino a dicembre 1999; le è succeduta nella direzione Barbara Sani fino al 2018.
Si tratta di una biblioteca pubblica con un patrimonio quasi esclusivamente moderno; al suo interno è presente una consistente Sezione di documentazione locale con materiale relativo alla storia del territorio di Bagno a Ripoli. La biblioteca ha una grande Sezione bambini e svolge una intensa attività di promozione alla lettura in collaborazione con la scuola.
Sono disponibili una decina di pc per la navigazione sul Web ed è attivo il servizio wi-fi.
Tutte le sedi scolastiche delle elementari sono provviste di biblioteca scolastica sostenuta con risorse e personale dell'amministrazione comunale. Dal 2011 è attivo anche un servizio di prestito nelle Coop, gestito con l'ausilio di volontari.

#### Musei
Il Museo del Ciclismo "Gino Bartali", dedicato al campione del ciclismo, è aperto al pubblico dal
1º aprile 2006.

### Teatro
Associazione Archètipo, dal 2003 alla direzione artistica del Teatro Comunale di Antella, presso il Circolo Ricreativo Culturale Antella, tra i suoi obiettivi quello di creare una realtà teatrale di produzione, formazione e distribuzione nell'area a sud di Firenze.

### Eventi
Le più importanti manifestazioni storiche che si svolgono a Bagno a Ripoli sono:

#### Palio delle Contrade
Il Palio è stato istituito nel 1980 e vuole rievocare sia la cavalcata dei giovani in occasione della Pentecoste sia l'impegno della popolazione per la libertà del comune da Firenze prima nel Medioevo e più tardi nel Rinascimento. Questo periodo si rivive all'interno della festa attraverso la sfilata di centinaia di figuranti in costume d'epoca sapientemente realizzati dagli stessi abitanti. Si svolge la II domenica di settembre.
In questa manifestazione, le tre contrade (Cavallo, Mulino, Torre) in cui è diviso il comune si sfidano nel corso della giornata in vari giochi (tiro alla fune, corsa con l'uovo, corsa con i sacchi, corsa con i cerchi, corsa con i barrocci) che culminano, la sera, con la sfilata d'epoca, in cui ci sono gli sbandieratori, e la 'Giostra della Stella', dove un cavaliere deve riuscire a infilare con la propria spada una stella tenuta tra le mani di una sagoma rappresentante un leone.
Sia la Federazione Europea Giochi Storici che la Federazione Italiana Giochi Storici riconoscono il Palio delle Contrade di Bagno a Ripoli.

#### Antica Fiera dell'Antella
Risale al 1851 la richiesta di alcuni commercianti della zona di istituire da parte del comune questa manifestazione; tuttavia solo nel 1872, per merito dell'avv. Ubaldino Peruzzi, si è tenuto il primo mercato limitato al solo bestiame. Fin dagli albori a tale manifestazione furono legate manifestazioni sportive, feste religiose e fuochi d'artificio. Negli ultimi anni alla festa è stata abbinata una mostra di buratto e ricamo a telaio; si svolge in un fine settimana e seguente primo lunedì di ottobre.

#### Rievocazione storica della Passione di Cristo
La Rievocazione storica della Passione di Cristo si tiene a Grassina il giorno del venerdì Santo. La manifestazione risale al 1600, quando era poco più di una fiaccolata. Occorre attendere il secolo successivo perché la manifestazione diventi una vera e propria Via Crucis. Nel 1881 la manifestazione ormai composta, oltre che da priori e signorotti, anche da soldati a cavallo, vide il debutto della Filarmonica locale. Gli anni trenta segnarono un ulteriore ampliamento della manifestazione, allargata a figuranti in costume e inserita nella Primavera fiorentina. La manifestazione, dopo la sosta dovuta alla Seconda guerra mondiale, riprese solo nel 1950, per poi essere sospesa dopo l'alluvione di Firenze del 1966 per la distruzione di gran parte del materiale di supporto.
Riattivata nel 1983, oggi coinvolge circa 500 figuranti e 100 attori che, nei pressi della collina del Calvario, rievocano i vari momenti della Passione di Cristo attraverso dialoghi tratti dai Vangeli di Matteo, Luca e Giovanni.
Alla manifestazione, aderente all'"Europassion", sono affiancate altre manifestazioni, come mostre, restauri e presentazioni di libri.

#### Altri eventi
Altri appuntamenti minori:
- A Quarate:
  - Festa della befana (5 gennaio)
  - Sagra delle fragole (maggio)
  - Sagra della schiacciata con l'uva (settembre)
- A San Donato in Collina (da gennaio ad aprile), a Pieve di Ripoli (marzo):
  - Sagra delle frittelle
- A Capannuccia (aprile-maggio):
  - Sagra del chiocciolone
- A Montepilli (1º maggio):
  - Festa del primio Maggio nel bosco

## Economia
Industria e servizi sono la parte più sviluppata delle attività economiche di Bagno a Ripoli.
Tradizionalmente permangono attività agricole (sempre più ridimensionate) e l'artigianato (ricamo, cotto, ceramica). Il turismo, benché non sprovvisto di località interessanti, non è invece molto sviluppato per la vicinanza e per la forte concorrenza del capoluogo fiorentino.

## Infrastrutture e trasporti

### Strade
Bagno a Ripoli è vicino all'uscita Firenze Sud dell'autostrada del sole (A1). La mobilità sia verso Firenze che verso i comuni più periferici è garantita da strade dedicate.

### Mobilità urbana
Bagno a Ripoli è collegato a Firenze attraverso alcune autolinee della società Autolinee Toscane. Inoltre una linea consente i collegamenti all'interno del comune.
Altre autolinee, sempre della società Autolinee Toscane, collegano il comune di Bagno a Ripoli con il capoluogo toscano, in particolare è possibile raggiungere sia Grassina che l'Ospedale di S.M. Annunziata (Ponte a Niccheri). Il collegamento parte dalla Stazione di S.M. Novella.

#### Rete tranviaria
È in costruzione la linea T3, facente parte della nuova rete tranviaria di Firenze, che, una volta in esercizio, la collegherà direttamente con il capoluogo fiorentino. Questa infrastruttura rappresenta un ritorno del tram nelle vie cittadine, dato che in precedenza, nel periodo 1907-1958, era collegata con Firenze tramite le linee 11 e 12 della  vecchia rete tranviaria di Firenze, completamente soppressa e smantellata entro il 1958.

## Amministrazione

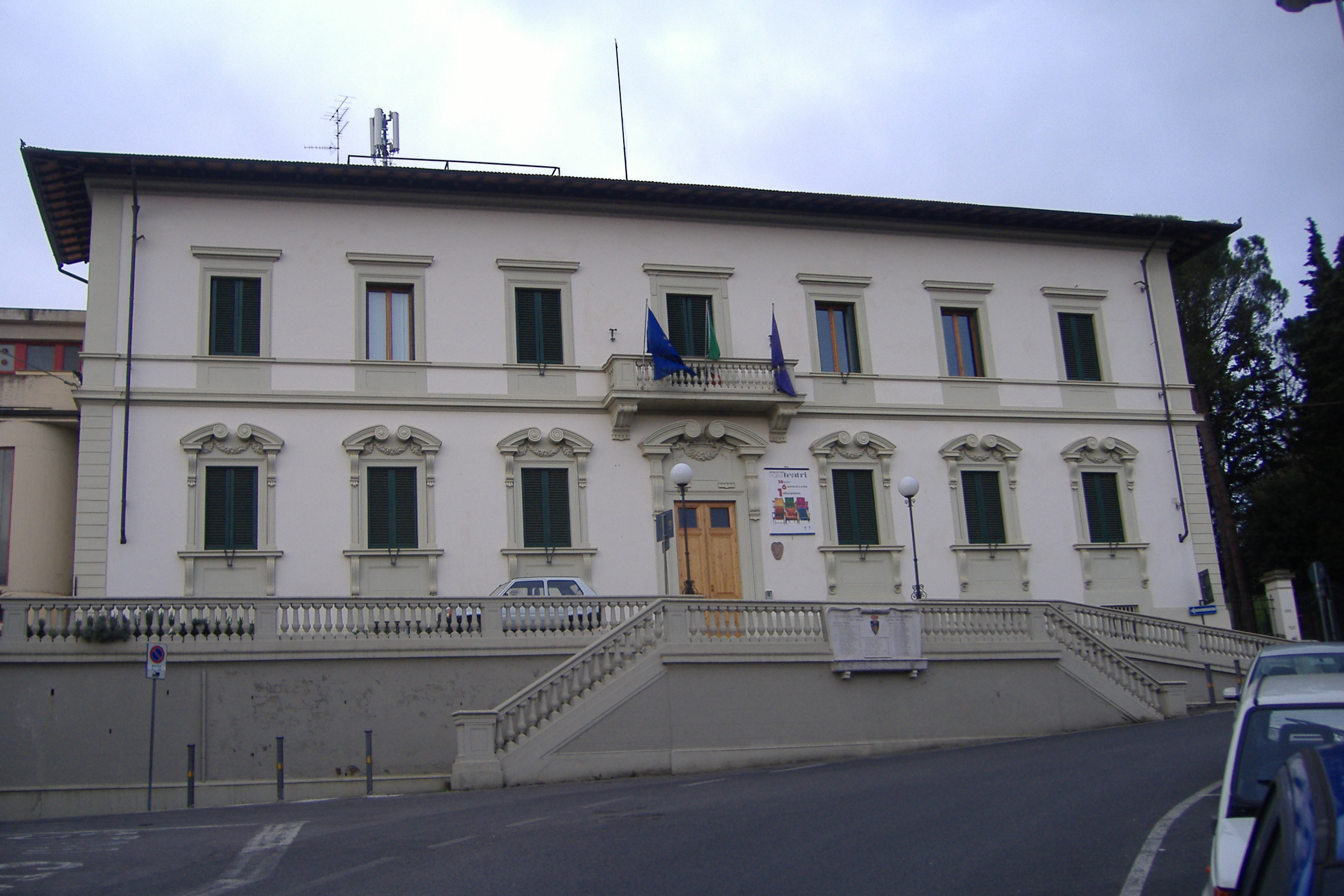
Il palazzo comunale

| Periodo        | Periodo        | Primo cittadino                       | Partito                                                    | Carica  | Note          |
| -------------- | -------------- | ------------------------------------- | ---------------------------------------------------------- | ------- | ------------- |
| 1945           | 1946           | Bruno Casprini                        | Partito Comunista Italiano                                 | Sindaco | [ 31 ]        |
| 1946           | 1951           | Serafino Franchi                      | Partito Comunista Italiano                                 | Sindaco | [ 31 ]        |
| 1951           | 1956           | Serafino Franchi                      | Partito Comunista Italiano                                 | Sindaco | [ 31 ]        |
| 1956           | 1960           | Bruno Cocchi                          | Partito Comunista Italiano                                 | Sindaco | [ 31 ]        |
| 1960           | 1964           | Bruno Cocchi                          | Partito Comunista Italiano                                 | Sindaco | [ 31 ]        |
| 1964           | 1970           | Bruno Cocchi                          | Partito Comunista Italiano                                 | Sindaco | [ 31 ]        |
| 1970           | 1975           | Bruno Cocchi                          | Partito Comunista Italiano                                 | Sindaco | [ 31 ]        |
| 1975           | 1980           | Riccardo Degli Innocenti              | Partito Comunista Italiano                                 | Sindaco | [ 31 ]        |
| 1980           | 1985           | Riccardo Degli Innocenti              | Partito Comunista Italiano                                 | Sindaco | [ 31 ]        |
| 1985           | 1990           | Giancarlo Girolami                    | Partito Comunista Italiano                                 | Sindaco | [ 31 ]        |
| 23 aprile 1995 | 13 giugno 1999 | Mauro Zampoli                         | Partito Democratico della Sinistra Democratici di Sinistra | Sindaco | [ 31 ] [ 32 ] |
| 13 giugno 1999 | 2003           | Giuliano Lastrucci                    | Democratici di Sinistra                                    | Sindaco | [ 32 ]        |
| 2003           | 12 giugno 2004 | Elena Dal Pino (vicesindaco reggente) | Indipendente centrosinistra                                | Sindaco | [ 32 ]        |
| 12 giugno 2004 | 7 giugno 2009  | Luciano Bartolini                     | Democratici di Sinistra Partito Democratico                | Sindaco | [ 32 ]        |
| 7 giugno 2009  | 26 maggio 2014 | Luciano Bartolini                     | Partito Democratico                                        | Sindaco | [ 32 ]        |
| 26 maggio 2014 | 10 giugno 2024 | Francesco Casini                      | Partito Democratico Italia Viva                            | Sindaco | [ 32 ]        |
| 10 giugno 2024 | in carica      | Francesco Pignotti                    | Partito Democratico                                        | Sindaco | [ 32 ]        |

### Gemellaggi
Il Comune di Bagno a Ripoli è gemellato con:
- Weiterstadt

• 🇫🇷 La Garenne Colombes
Negli anni ottanta era gemellato con Le Plessis-Robinson

## Sport
Molte sono le società sportive che praticano nel territorio gli sport più popolari.

### Calcio
La squadra locale è l'A.C.D. Bagno a Ripoli, militante in Seconda Categoria.
Nel territorio comunale trova sede il Rocco Commisso Viola Park, centro di allenamento della Fiorentina.

### Pallavolo
Anche la pallavolo è uno sport molto praticato a Bagno a Ripoli, soprattutto a livello femminile, con la società sportiva Bagno a Ripoli Volley.

### Pallacanestro
Pur non essendo presente nessuna società con sede nel territorio bagnaripolese, molti sono gli iscritti alla società fiorentina Firenze 2 Basket che risiedono a Bagno a Ripoli. Proprio il Firenze 2 Basket, da anni ormai, ha trovato una sede per le sue attività sportive nelle palestre presenti nel territorio bagnaripolese.

### Ciclismo
Il ciclismo è uno sport molto amato nel territorio bagnaripolese. Oltre alle numerose associazioni di ciclisti amatori è presente anche un'importante società dilettantistica, la S.S.Aquila (precedentemente Aquila Ganzaroli) che ha visto militare nelle sue file ciclisti oggi professionisti come Daniel Oss, e il grande Gino Bartali.

### Impianti sportivi
- Golf dell'Ugolino in località l'Ugolino (Grassina)[33]
- Campo Sportivo "I Ponti" - Bagno a Ripoli[33]
- Campo Sportivo polivalente - Ponte a Niccheri[33]
- Centro Sport - Candeli[33]
- Centro Ippico "I Noccioli"[33]
- Centro Ippico La Selva[33]
- Scuola Equitazione Fiorentina[33]
- Circolo MCL, sezione tennis - Antella[33]
- Ass. Match Ball Tennis Club - Candeli[33]
- Circolo ACLI, sezione tennis - Grassina[33]
- Tennis Club Castello Mediceo - Grassina[33]
- Circolo Ricreativo Culturale Antella: calcio e baseball
- Centro sportivo Sorgane: atletica, ginnastica artistica, pallavolo.
- Campo sportivo Circolo La Fonte (Calcio a 5 e tennis)